# Pier Antonio Quarantotti Gambini
Pier Antonio Quarantotti Gambini (Pisino, 23 febbraio 1910 – Venezia, 22 aprile 1965) è stato uno scrittore, giornalista e bibliotecario italiano, figlio di Giovanni Quarantotto (che successivamente muterà il proprio cognome in «Quarantotti»), di sentimenti irredentisti e membro di un'antica famiglia rovignese, e di Fides Histriae Gambini, capodistriana.

## Biografia
Vive durante l'infanzia e l'adolescenza a Semedella, nel comune di Capodistria, luogo che spesso riaffiora nelle sue creazioni letterarie. Dopo gli studi medi e liceali presso il ginnasio Carlo Combi di Capodistria, si trasferisce a Torino, dove inizia a collaborare con il quotidiano La Stampa. A Torino si laurea in giurisprudenza. I suoi primi racconti, riuniti nel volume I nostri simili (1932), suscitano l'interesse di Eugenio Montale, che ne fa una recensione nella rivista letteraria Pegaso. Nel 1937, grazie all'interessamento dell'editore Treves, pubblica La rosa rossa, romanzo scritto alcuni anni prima e che verrà successivamente rielaborato nel 1947 e nel 1960. Durante la guerra, Quarantotti Gambini, trasferitosi a Trieste, viene incaricato della conduzione della biblioteca civica Attilio Hortis. Al termine del conflitto stabilisce la propria residenza a Venezia, dove dirigerà per quattro anni (1945-1949) una potentissima e finanziatissima radio anti-jugoslava, sponsorizzata da Alcide De Gasperi e Giulio Andreotti: Radio Venezia Giulia.
Nel 1947 arriverà finalmente, con il secondo romanzo L'onda dell'incrociatore, il grande successo di critica e di pubblico. La fama dello scrittore si consoliderà negli anni successivi, grazie ad alcune pregevoli opere di narrativa, fra cui: Amor militare (1956), Il cavallo di Tripoli e soprattutto La calda vita (1958), forse la sua novella più ambiziosa. Negli anni cinquanta e sessanta si dedica anche alla saggistica e al giornalismo: Primavera a Trieste (1951), Sotto il cielo di Russia (1963) e Luce di Trieste (1964) sono opere che avranno una certa diffusione in Italia e all'estero. Pier Antonio Quarantotti Gambini ci ha lasciato anche una raccolta di poesie, Racconto d'amore, pubblicata nello stesso anno della morte, avvenuta a Venezia nella primavera del 1965.

## L'intellettuale

### Il narratore e il poeta
Come si è precedentemente accennato, la prima esperienza letteraria di Quarantotti Gambini, la raccolta I nostri simili, del 1932, viene recensita da Eugenio Montale. Il grande poeta ligure intuisce le potenzialità del giovane autore, pur tuttavia riscontra, nei tre racconti in cui il libro si articola, uno psicologismo talvolta ingombrante di netta derivazione mitteleuropea. Il primo romanzo dello scrittore, La rosa rossa terminato nel 1934, anche se dato alle stampe solo nel 1937, rivela, a distanza di soli due anni dalla precedente raccolta, una maturazione stilistica di ampie proporzioni. La vicenda è costruita su storie diverse, incastonate perfettamente fra di loro, le quali si inseriscono in un piano narrativo globale delineato fin nei minimi particolari.
Nel 1947 viene dato alle stampe L'onda dell'incrociatore, forse la sua più alta creazione. Con questa novella, coronata da un grande successo di critica e di pubblico, Quarantotti Gambini vince il Premio Bagutta (1948). La vicenda si impernia sulle inquietudini di tre adolescenti che si affacciano alla vita, analizzate dall'autore con la consueta finezza psicologica che contraddistinguerà anche la sua produzione successiva: Amor militare, Il cavallo di Tripoli e La calda vita.
Pier Antonio Quarantotti Gambini chiuderà la propria traiettoria umana e letteraria con una raccolta di poesie uscita postuma: Racconto d'amore (1965), dedicata all'amico Umberto Saba.

### Il giornalista e il saggista
Lo scrittore è conosciuto anche come giornalista fecondo, fin da quando, giovane studente universitario, inizia a scrivere per La Stampa di Torino nei primi anni trenta del Novecento. Successivamente pubblica un gran numero di articoli nei maggiori quotidiani nazionali (Il Messaggero, Il Tempo di Roma, Corriere della Sera ecc.) e nelle riviste più prestigiose, (soprattutto, ma non solo, letterarie: Solaria, Pan, Il Ponte ecc.).
Di lui ci sono restati anche tre celebri saggi: Primavera a Trieste (1951) Sotto il cielo di Russia (1963) e Luce di Trieste (1964). Il primo di essi è una vibrante rievocazione della rivolta antinazista e della successiva occupazione titina che sconvolsero Trieste nella primavera del 1945. Il secondo è un taccuino di viaggio nel mondo comunista sovietico nel momento di massima tensione fra quest'ultimo e l'occidente europeo e nordamericano. Il terzo è un ampio e affascinante affresco della vita politica, economica e culturale della Trieste degli anni sessanta, filtrato attraverso le esperienze personali dello scrittore e quelle degli amici ancora viventi o scomparsi (primo fra tutti Umberto Saba).

## Radici istriane
I legami fra lo scrittore e la sua terra natìa, l'Istria, hanno fortemente influenzato la narrativa e la saggistica di Pier Antonio Quarantotti Gambini. Quasi tutti i suoi romanzi sono infatti ambientati in Istria, terra mitica dell'infanzia e dei primi affetti, rivisitati alla luce tenue del ricordo, con l'amara consapevolezza, talvolta, che il mondo di cui sono emanazione è per sempre tramontato.
Fra il 1945 e il 1949, lo scrittore dirige Radio Venezia Giulia (fondata da Alcide De Gasperi e trasmessa dal Convento dei Frati di San Nicolò del Lido di Venezia) con il fermo proposito di mantenere alta l'attenzione dell'opinione pubblica italiana e internazionale sulla fragilità delle frontiere orientali dell'Italia e sul dramma degli esuli. Ciò non gli impedirà di condannare con fermezza l'istigazione all'odio etnico e i rigurgiti sciovinisti alimentati da alcuni partiti politici nazionali e da numerosi movimenti di estrema destra presenti nell'area giuliana.
All'inizio degli anni cinquanta prenderà posizione contro l'annessione della zona A del Territorio Libero di Trieste all'Italia e della zona B alla Jugoslavia comunista, caldeggiando la costituzione di uno Stato indipendente, comprendente entrambe, come unica salvaguardia dell'italianità del capodistriano e degli altri territori successivamente assegnati alla Jugoslavia con il Memorandum di Londra.

## Curiosità
- Dalle opere dello scrittore sono stati tratti tre pregevoli lungometraggi: Les Régates de San Francisco (1960), diretto dal celebre cineasta francese Claude Autant-Lara, che si ispira liberamente alla novella L'onda dell'incrociatore, del 1947; La calda vita (1964), del regista italiano Florestano Vancini, dal romanzo omonimo pubblicato nel 1958, e La rosa rossa (1973), tratto dal romanzo omonimo e diretto da Franco Giraldi.
- Nel dicembre del 1998 viene aperta a Trieste, a ricordo della figura e dell'opera dello scrittore istriano, la Biblioteca comunale del popolo Quarantotti Gambini

## Opere
Pier Antonio Quarantotti Gambini, Opere scelte, a cura di Mauro Covacich (contiene: L'onda dell'incrociatore, Amor militare, Il cavallo di Tripoli, I giochi di Norma, Primavera a Trieste, altri scritti, Sotto il cielo di Russia, Primavera a Manhattan, il carteggio con Umberto Saba Il vecchio e il giovane), Collana Classici della Letteratura Europea, Bompiani, Milano, I ed. aprile 2015, pp. 1568, ISBN 978-88-452-7834-1.

### Narrativa
- I nostri simili (racconti), Solaria, Firenze, 1932; Collana I Coralli n.33, Einaudi, Torino, 1949; Collana Nuovi Coralli, Einaudi, 1981.
- La rosa rossa (romanzo), Treves, Milano, I ed. 1937 (a puntate sulla rivista Pan, 1937); con 2 capitoli inediti, Garzanti, 1947, Collana I Coralli n.113, Einaudi, Torino, 1960; Collana Nuovi Coralli, Einaudi, 1972.
- Le trincee (racconto), Collana Narratori Contemporanei n.9, Einaudi, Torino, 1942.
- L'onda dell'incrociatore, Einaudi, Torino, 1947-1962; Collana Oscar Mondadori, Milano, 1966; Collana Nuovi Coralli, Einaudi, I ed. 1976; Collana La Memoria, Sellerio, Palermo, 2000; Collana Oscar Moderni, 2019.
- Amor militare, Collana I Coralli n.64, Einaudi, Torino, I ed. 1955; in Opere scelte, Bompiani, Milano, 2015; Prefazione e cura di Massimo Raffaeli, Collana Oscar Moderni n.422, Mondadori, Milano, 2021, ISBN 978-88-047-2569-5.
  - Seconda edizione riveduta e in parte rielaborata col titolo L'amore di Lupo, Collana I Coralli n.195, Einaudi, Torino, I ed. 1964; Collana Nuovi Coralli n. 195, Einaudi, I ed. 1976.
- Il Cavallo Tripoli, Collana I Coralli n.74, Einaudi, Torino, I ed. 1956; Collana Nuovi Coralli n. 185, Einaudi, Torino, 1977-1997, ISBN 978-88-06-48074-5.
- La calda vita (romanzo), Einaudi, Torino, I ed. 1958 - 1970.
- I giochi di Norma, Collana I Coralli n.198, Einaudi, Torino, 1964.
- Le redini bianche, Collana I Coralli n.240, Einaudi, Torino, 1967; prefazione di Guido Davico Bonino, Collana Letture per la scuola media, Einaudi, Torino, I ed. 1968; con una nota biografica di Daniela Picamus, Isbn Edizioni, 2011, ISBN 978-88-7638-298-7.
- La corsa di Falco, Collana I Coralli n.254, Einaudi, Torino, I ed. 1969.
- Gli anni ciechi, Collana Supercoralli, Einaudi, Torino, 1971.

### Poesia
- Racconto d'amore, Collana Quaderni dei Narratori Italiani n.8, Mondadori, Milano, 1965.
- Al sole e al vento, Collezione di poesia, Einaudi, Torino, 1970.

### Saggistica
- Primavera a Trieste: ricordi del '45, Collana La Medusa degli italiani n.58, Mondadori, Milano, 1951; Con una lettera al Presidente della Repubblica e altri scritti, Collana Quaderni dei narratori italiani, Mondadori, 1967; con altri scritti, Prefazione di Carlo Bo, Trieste, Edizioni Italo Svevo / Dedolibri, 1985, ISBN 978-88-7800-001-8; Introduzione di Elvio Guagnini, con uno scritto di Claudio Magris, Collana Oscar Storia n.126, Mondadori, Milano, 2018, ISBN 978-88-046-8360-5.
- Sotto il cielo di Russia, Collana Saggi n.321, Mondadori, Milano, I ed. 1963.
- Luce di Trieste, Eri, Torino, 1964.
- I Nobili di Rovigno e delle altre città istriane, diritti e privilegi, Deputazione di storia patria per le Venezie, Venezia, 1968.
- Il poeta innamorato. Ricordi, Collana L'anello d'oro, Edizioni Studio Tesi, Milano, 1984.
- Neve a Manhattan, a cura di Raffaele Manica, Collana Le Porte, Fazi Editore, Roma, 1998, ISBN 978-88-8112-062-8.
- Il ritorno del fante (Tutti quei soldati), (testo scritto nel 1961 per un documentario della RAI sulla Prima Guerra Mondiale, finora inedito), saggio di Daniela Picamus, postfazione di Fabio Todero, Libreria Antiquaria Drogheria 28 - IRCI, 2015.

### Epistolario
- Umberto Saba - Pier Antonio Quarantotti Gambini, Il vecchio e il giovane. Carteggio 1930-1957, a cura di Linuccia Saba, Mondadori, Milano, I ed. dicembre 1965.

### Teatro
Nel 2023 viene annunciato il ritrovamento tra le carte dello scrittore di tre lavori incompiuti per il teatro, finora ignoti e inediti. I titoli sono i seguenti:
- Notte di Capodanno
- Attacco all'alba. Tre atti
- Horweg ci guarda. Dramma in 4 atti